# Катков, Игорь Александрович
Игорь Александрович Катков (9 апреля 1928, Москва — 28 февраля 2017) — советский и российский архитектор, градостроитель. Заслуженный архитектор РСФСР (1980).

## Биография
Родился 9 апреля 1928 года в Москве в семье военнослужащего. Имея хорошие способности к рисованию, после окончания школы в 1946 году поступил в Московский архитектурный институт.
Окончив институт в 1952 году, поступил на работу в Моспроект, в мастерскую № 3 под руководством А. В. Власова. Занимался планировкой кварталов и микрорайонов Юго-Запада Москвы. Проектировал индивидуальные жилые дома в кварталах 13, 14, 15, 27. Планировкой и застройкой Юго-Западного района И. А. Катков занимался под руководством и в соавторстве с архитекторами Д. И. Бурдиным, Я. Б. Белопольским, Е. Н. Стамо. В 1960-х годах спроектировал и построил 17-этажную гостиницу «Спутник» на Ленинском проспекте (под руководством Е. Н. Стамо)
Неоднократно принимал участие в архитектурных конкурсов, лауреат премий. Среди его конкурсных проектов застройка общественно-культурного центра Балашихи, перспективная разработка нового жилья для Москвы, конкурс на здание Музея революции СССР в Москве, международный конкурс зоны отдыха в Турции.
В 1966 году И. А. Катков возглавил районную мастерскую № 1 Моспроекта-3, став главным архитектором Мытищинского района ЛПЗП города Москвы. Занимался разработкой генеральных планов Мытищ и Долгопрудного.
Член Союза архитекторов СССР с 1957 года. Член КПСС с 1959 года. Член бюро секции Союза архитекторов Моспроекта-3. Неоднократно избирался в состав партбюро Моспроекта-3. Член Градостроительного совета ГлавАПУ города Москвы. Член правления Московской организации Союза архитекторов. На протяжении 20 лет (с 1967 по 1987 год) избирался депутатом Мытищинского городского совета.
В 1980-х годах был постоянным участником выставок художественных работ института «Моспроект-3». Увлекался лыжным и парусным спортом.
Умер 28 февраля 2017 года. Похоронен на Новодевичьем кладбище.

## Работы

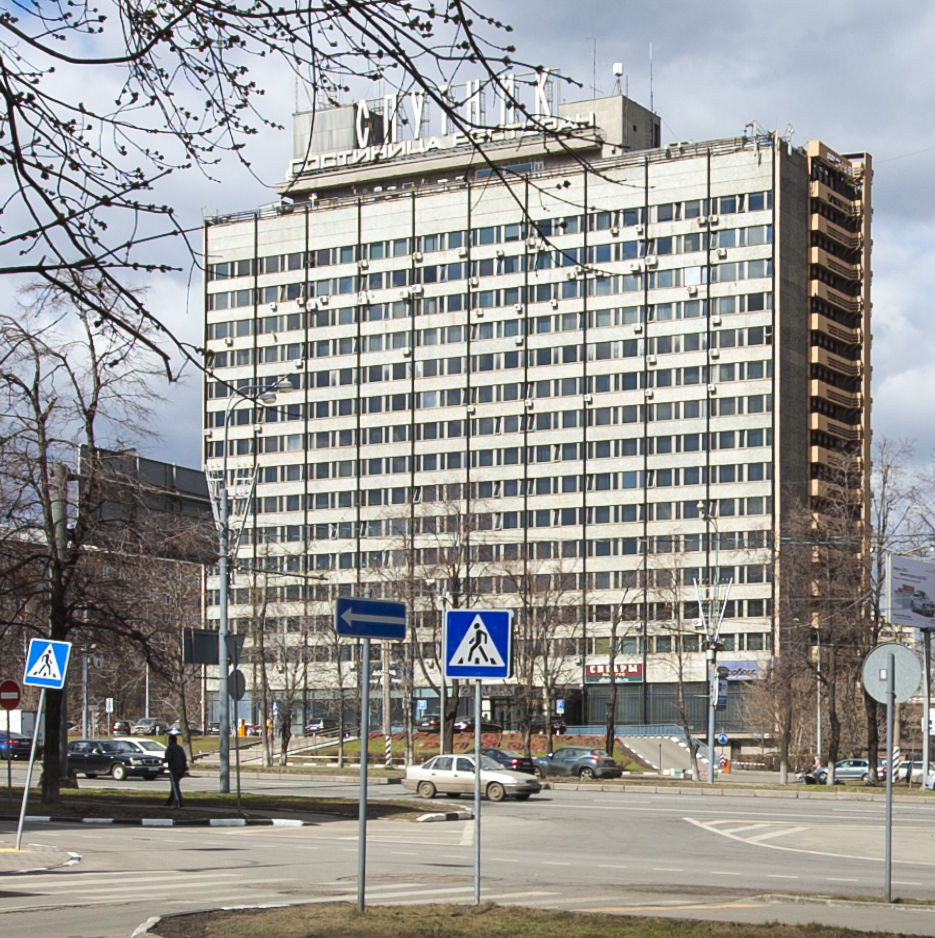
Гостиница «Спутник»

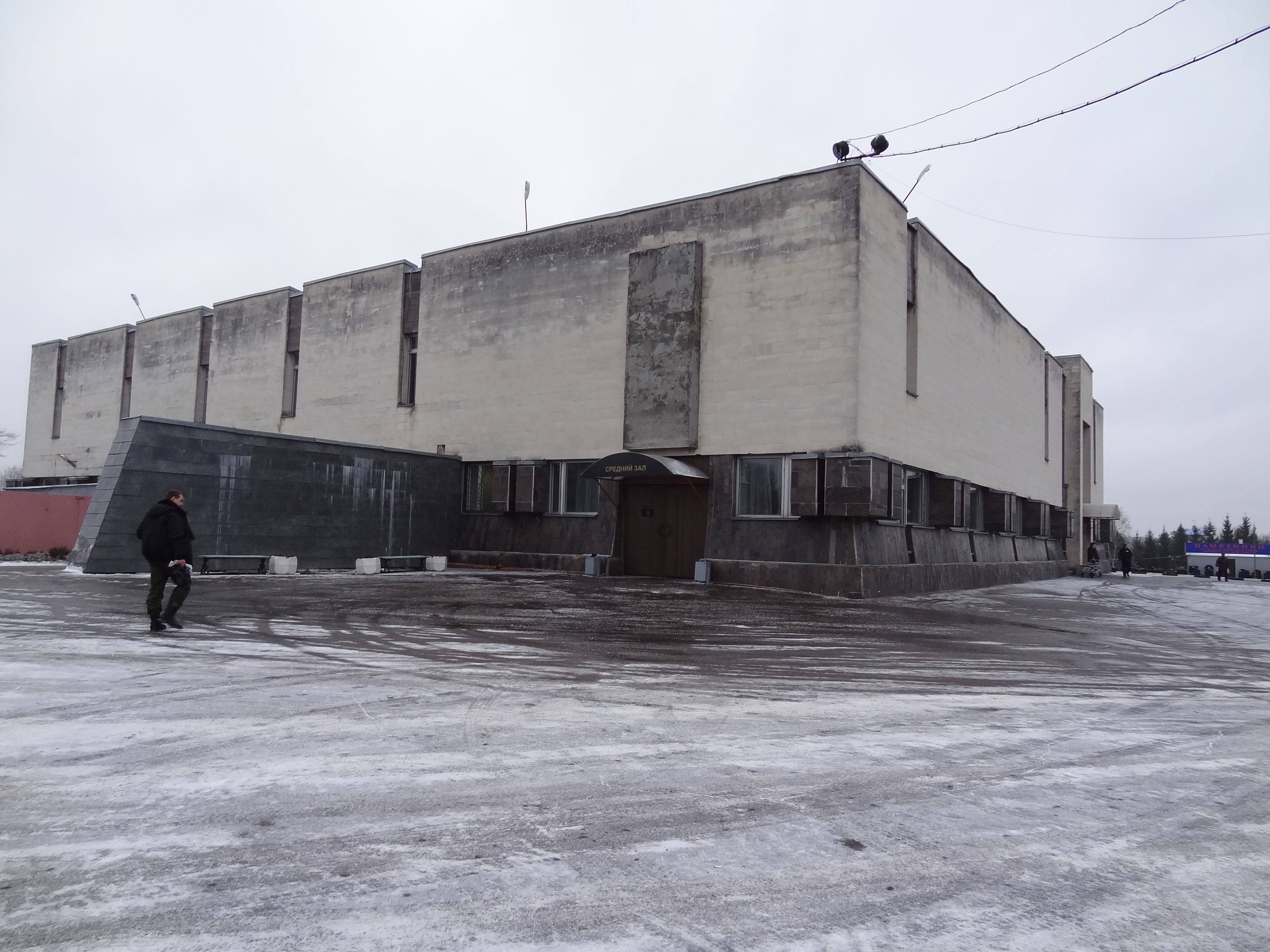
Крематорий на Митинском кладбище

- Планировка кварталов и микрорайонов Юго-Запада Москвы (в составе коллектива)[4][5]
- Жилые дома в кварталах 13, 14, 15, 25, 27 Юго-Запада Москвы и здания культурно-бытового обслуживания на Ленинском проспекте (индивидуальные проекты, в составе коллектива)[4][6]
- Проект жилого девятиэтажного дома № 9 на Ленинском проспекте (1954—1955, совместно с архитектором Я. Б. Белопольским, А. К. Ивянским)[3]
- Проект здания советского павильона в Осаке, Япония (1955—1960, в составе коллектива)[3]
- Проект районного Дворца культуры на Ленинском проспекте (1955, совместно с архитектором Е. Н. Стамо, инженером Ю. С. Маневичем)[3]
- Конкурсные предложения по строительству цирка на проспекте Вернадского (1958—1963, совместно с архитекторами Е. Н. Стамо, В. Б. Шер)[3]
- Гостиница «Спутник» (1963—1966, совместно с архитекторами О. К. Афанасьевой, Н. А. Рудман, инженером Ю. С. Маневичем) — диплом 1-й степени Моссовета[5][4]
- Пристройка к зданию ВЦСПС с актовым залом на 500 мест и административными помещениями (1958—1963, совместно с архитекторами Е. Н. Стамо, Г. М. Жирмунской, В. Б. Шером)[6][3]
- Высшая школа профдвижения на Юго-Западе (1963—1966, совместно с архитекторами Е. Н. Стамо, Г. М. Жирмунской, инженером Ю. С. Маневичем)[4][5][3]
- Индивидуальный жилой дом с магазином «Ткани» на Ленинском проспекте (1958—1963, совместно с архитектором Г. Я. Чалтыкьяном)[3]
- Индивидуальные жилые дома 10 и 10А по Университетскому проспекту с безметальной системой отопления[3]
- Индивидуальный жилой дом с транспортно-экспедиционным агентством на первых этажах по Ленинскому проспекту (совместно с архитекторами Е. Н. Стамо, О. К. Афанасьевой)[3]
- Три кирпичных индивидуальных 14-этажных жилых дома 6-А-Б в квартале 25 Юго-Запада (1965, совместно с архитекторами Е. Н. Стамо, Г. М. Жирмунской, А. В. Араповым, инженером Ю. С. Маневичем)[3]
- Три панельных индивидуальных 16-этажных жилых дома на базе полносборной серии МГ-601 по Воробьёвскому шоссе (1963—1966, совместно с архитекторами Е. Н. Стамо, Г. М. Жирмунской, А. В. Араповым)[3]
- Магазины, рестораны и другие общественные сооружения на Юго-Западе Москвы[4]
- Генеральный план Мытищ[4]
- Застройка жилого района Западная Перловская в Мытищах[3]
- Генеральный план и проект детальной планировки жилых микрорайонов Долгопрудного (совместно с архитекторами Х. А. Бутусовым, Р. А. Платоновой, А. Т. Поповой)[3]
- Микрорайон № 6 Долгопрудного (1970-е, совместно с архитектором К. А. Поляковой, инженером А. А. Корнюшенко)[3]
- Застройка посёлка Пироговский[4]
- Застройка посёлка Беляниново[4]
- Дом быта и ресторан в Мытищах[4]
- Турбаза на 600 мест в посёлке Тишково[4]
- Молочнотоварная ферма колхоза «Красная нива» около Долгопрудного[4]
- Капустохранилище на 4 тысячи тонн в посёлке Хлебниково[6][3]
- Памятник матросу Анатолию Железнякову в Долгопрудном (1968)[3]
- Проект дома отдыха в «Марфино» в селе Николо-Прозоровское Мытищинского района (1969, совместно с архитекторами Э. А. Марданяном, О. К. Афанасьевой, А. А. Савиным, А. С. Солдатовым, инженером Г. Н. Стужиным)[3]
- Международный конкурсный проект туристского комплекса в Турции на 12 тысяч человек (1969, совместно с архитекторами А. А. Савиным, Э. А. Марданяном, О. К. Афанасьевой, А. С. Солдатовым)[3]
- Проект расширения Выставки достижений народного хозяйства Узбекской ССР в Ташкенте (1969—1970, совместно с архитекторами Э. А. Марданяном, А. С. Солдатовым, инженером Г. Н. Стужиным)[3]
- Генеральный план и проект детальной планировки посёлка Марфино (1969—1985)[3]
- Генеральный план и проект детальной планировки посёлка Федоскино (1969—1985)[3]
- Генеральный план и проект детальной планировки посёлка Жостово (1969—1985)[3]
- Проект детальной планировки административного центра Мытищ и жилых районов: район улицы Академика Каргина, район «Строителя», районы Шараповского карьера и Ядреево (1969—1985, совместно с архитекторами Р. А. Сафиуллиным, Р. А. Платоновой)[3]
- Застройка Олимпийского проспекта в Мытищах (1969—1981, совместно с архитекторами П. И. Шипиловым, Р. А. Платоновой)[3]
- Корпус художников Федоскинской фабрики миниатюрной живописи (1970—1974, совместно с архитектором О. К. Афанасьевой, инженерами Г. Н. Стужиным, С. Т. Капустиным) — медаль ВДНХ[5][3]
- Проект яхт-клуба на 30 судов на Клязьминском водохранилище (1970—1974, совместно с архитекторами О. К. Афанасьевой, Э. А. Марданяном, инженером Г. Н. Стужиным)[3]
- Двухзальный кинотеатр «Полёт» в микрорайоне № 5 Долгопрудного (1970-е, совместно с архитекторами Р. А. Платоновой, О. К. Афанасьевой, К. А. Поляковой)[3]
- Конкурсный проект Центрального музея Революции СССР на Зубовской площади в Москве (1975, совместно с архитекторами А. В. Арефьевым, Ю. В. Фердманом, Э. А. Марданяном, О. К. Афанасьевой, А. С. Солдатовым, А. М. Школьником, инженером Г. Н. Стужиным, 2-я премия)[3]
- Проект комплекса зданий педагогического института имени Н. К. Крупской в Мытищах (1975, совместно с архитекторами О. К. Афанасьевой, К. А. Поляковой, Г. А. Рыжовой, А. С. Солдатовым, инженерами Г. Н. Стужиным, Ю. П. Либасовым, А. А. Корнюшенко, В. В. Шатиловой)[3]
- Дворец культуры имени 60-летия Октября на улице Силикатной в Мытищах (1976, совместно с архитекторами П. И. Шипиловым, К. А. Поляковой, инженерами Г. Н. Стужиным, С. Т. Капустиным)[3] — премия Госстроя РСФСР[4]
- ТЭО комплекса зданий Центрального музея Революции СССР на Зубовской площади (1976, совместно с архитекторами Э. А. Марданяном, О. К. Афанасьевой, А. С. Солдатовым, В. В. Сажиным, Р. П. Малининой)[3]
- Проект 2-й очереди гостиницы «Спутник» (1976—1977, совместно с архитекторами О. К. Афанасьевой, К. А. Поляковой, В. В. Сажиным, Р. П. Малининой, инженерами Г. Н. Стужиным, А. А. Корнюшенко, В. В. Шатиловой)[3]
- Гостиница Аэрофлота во Внукове (1976—1979, совместно с архитекторами О. К. Афанасьевой, В. В. Сажиным)[3] — премия Госстроя РСФСР[4][5]
- Конкурсный проект застройки общественно-культурного центра Балашихи (1976—1979, совместно с архитекторами В. С. Сафиуллиным, Р. А. Платоновой, Ю. И. Чапиго, 1-я премия)[3]
- Генплан центральной усадьбы совхоза Фёдоровский Рязанской области (1976—1979, совместно с архитектором Р. А. Платоновой)[3]
- ТЭО на расширение и реконструкцию пансионата «Клязьминское водохранилище» (1977, совместно с архитекторами А. Н. Мымриным, Р. А. Платоновой, И. К. Загурской, Л. И. Колоколовым, Н. И. Цой, инженерами Г. Н. Стужиным, В. А. Веретынским)[3]
- Проект реконструкции и расширения клубного корпуса и столовой пансионата «Клязьминское водохранилище» (1978, совместно с архитекторами Э. А. Марданяном, Г. А. Рыжовой, И. К. Загурской, инженерами Г. Н. Стужиным, Ю. П. Либасовым)[3]
- Конкурсный проект застройки новых микрорайонов Москвы (1979, совместно с архитекторами И. Г. Бирюковым, Э. А. Марданяном, Т. А. Тимофеевой, Н. И. Цой, инженерами Г. Н. Стужиным, Ю. П. Либасовым)[3]
- Проект застройки площади имени В. И. Ленина в Рязани (1979, совместно с архитектором Р. А. Платоновой)[3]

- Пансионат «Русь» в деревне Аксаково (1979—1981)[4][6][3]
- Пансионат «Искусство» для артистов театра и кино на Икшинском водохранилище в деревне Пчёлка (1979—1981)[4][5][3]
- Проект санатория инвалидов Великой Отечественной войны в посёлке Деденево Московской области (1979—1981, совместно с архитекторами И. Г. Бирюковым, А. Н. Мымриным, И. К. Загурской, Л. И. Колоколовым, инженерами Г. Н. Стужиным, Ю. П. Либасовым, В. А. Веретынским, Е. П. Калашниковой)[3]
- Пансионат «Подмосковье» в деревне Аксаково (1980, совместно с архитекторами Э. А. Марданяном, Г. А. Рыжовой, А. С. Солдатовым, А. М. Красильниковой, инженерами Г. Н. Стужиным, Н. С. Родионовой)[3][4][6]
- Конкурсный проект на благоустройство и застройку площади В. И. Ленина в Москве (1981, совместно с архитекторами И. Г. Бирюковым, А. Н. Мымриным, Р. А. Платоновой, Л. И. Колоколовым)[3]
- Мемориальная доска Вере Волошиной в Мытищах (1983, ул. Веры Волошиной, 23, корп. 2, совместно со скульптором В. Е. Королёвым)[3]
- Крематорий на Хованском кладбище[4]
- Крематорий на Митинском кладбище (1984, совместно с архитектором Э. А. Марданяном, инженерами Ю. П. Либасовым и В. А. Веретынским)[4]
- Проект комплекса зданий дома отдыха «Мамонтовка» в Московской области (1982—1984, совместно с архитекторами А. Г. Ениосовой, П. И. Шипиловым)[3]
- Проект санатория на 700 мест «Марфино» в Мытищинском районе (1984, совместно с архитекторами И. Г. Бирюковым, К. А. Поляковой, Г. А. Рыжовой, А. В. Мещеряковым, инженерами Э. И. Винокуром, Ю. П. Либасовым, А. А. Корнюшенко, В. В. Шатиловой)[3]
- Детская музыкальная школа на 600 учащихся в Долгопрудном (1985, совместно с архитектором Г. А. Рыжовой, инженерами Ю. П. Либасовым и В. А. Веретынским)[7][3]
- Конкурсные проекты фасадов и интерьеры зданий детских садов для строительства в Москве (1985, 2-я премия)[3]
- Памятник мытищинцам, павшим в годы Великой Отечественной войны (1986, совместно со скульпторами Ю. Л. Черновым, К. П. Константиновым, архитекторами Г. Г. Исакович, Э. А. Марданяном, А. Г. Ениосовой)[3]
- Дворец культуры на 1000 мест в центре Мытищ[4]
- Конкурсный проект «Рыночного павильона» (1986, совместно с архитекторами Э. А. Марданяном, Г. А. Рыжовой, А. В. Мещеряковым, А. И. Власенко)[3]
- Проект пансионата на 300 мест в селе Аксаково (1986, совместно с архитекторами И. Г. Бирюковым, А. Н. Мымриным, И. К. Загурской, Л. И. Колоколовым, инженерами Э. И. Винокуром, Ю. П. Либасовым, В. А. Веретынским, Е. П. Калашниковой)[3]
- Проект расширения и реконструкции комплекса зданий Центрального музея Революции СССР на улице Горького (1986, совместно с архитекторами И. Г. Бирюковым, А. Н. Мымриным, Л. И. Колоколовым, инженерами Э. И. Винокуром, Ю. П. Либасовым, В. А. Веретынским, Г. И. Шелюбским, Е. П. Калашниковой)[3]

## Награды и звания
- Заслуженный архитектор РСФСР (1980)[3]
- Орден Трудового Красного Знамени (1974) — за успехи в выполнении и перевыполнении планов 1973 года и принятых социалистических обязательств[8]
- Медаль «В ознаменование 100-летия со дня рождения Владимира Ильича Ленина» (1970)[3][4]
- Медаль ВДНХ (1974) — за здание Федоскинской фабрики миниатюрной живописи[3]
- Медаль ВДНХ (1984) — за комплекс пансионата «Подмосковье» в селе Аксаково Московской области[3]
- Медаль «Ветеран труда» (1984)[3]
- Диплом Государственного комитета Совета Министров РСФСР по делам строительства (1976—1977) — за здание общежития в городе Мытищи и за здание Дворца культуры имени 60-летия Октября в городе Мытищи[3]
- Диплом Союза архитекторов СССР — на смотре творческих достижений советской архитектуры 1976—1980 годов[3]
- Диплом Московского отделения Союза архитекторов — за пансионат «Подмосковье» в селе Аксаково Московской области[3]
- Памятный значок ГлавАПУ города Москвы (1987)[3]